# کنتی

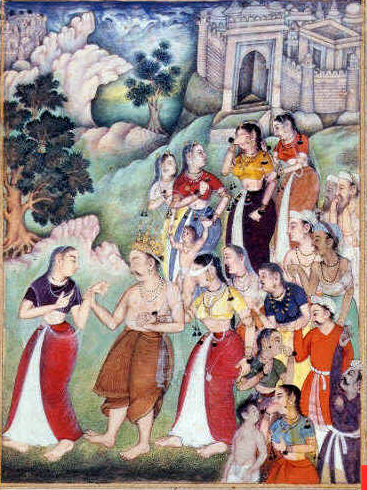
تبعید کنتی به بیشه زار: دهرتراشت و گندهاری در پی او می روند.

کنتی از شخصیت های زن رزمنامه مهابهاراتا از ریشی ود ویاس؛ همسر پاندو و مادر سه برادر مهتر پاندویی به نامهای جدهشتر، بهیم و ارجن است.
کنتی مادر و سوریا (خدای خوردشید) پدر  لندهور، پادشاه آنگا، هستند.